# Peter Scherk (Hundesportler)

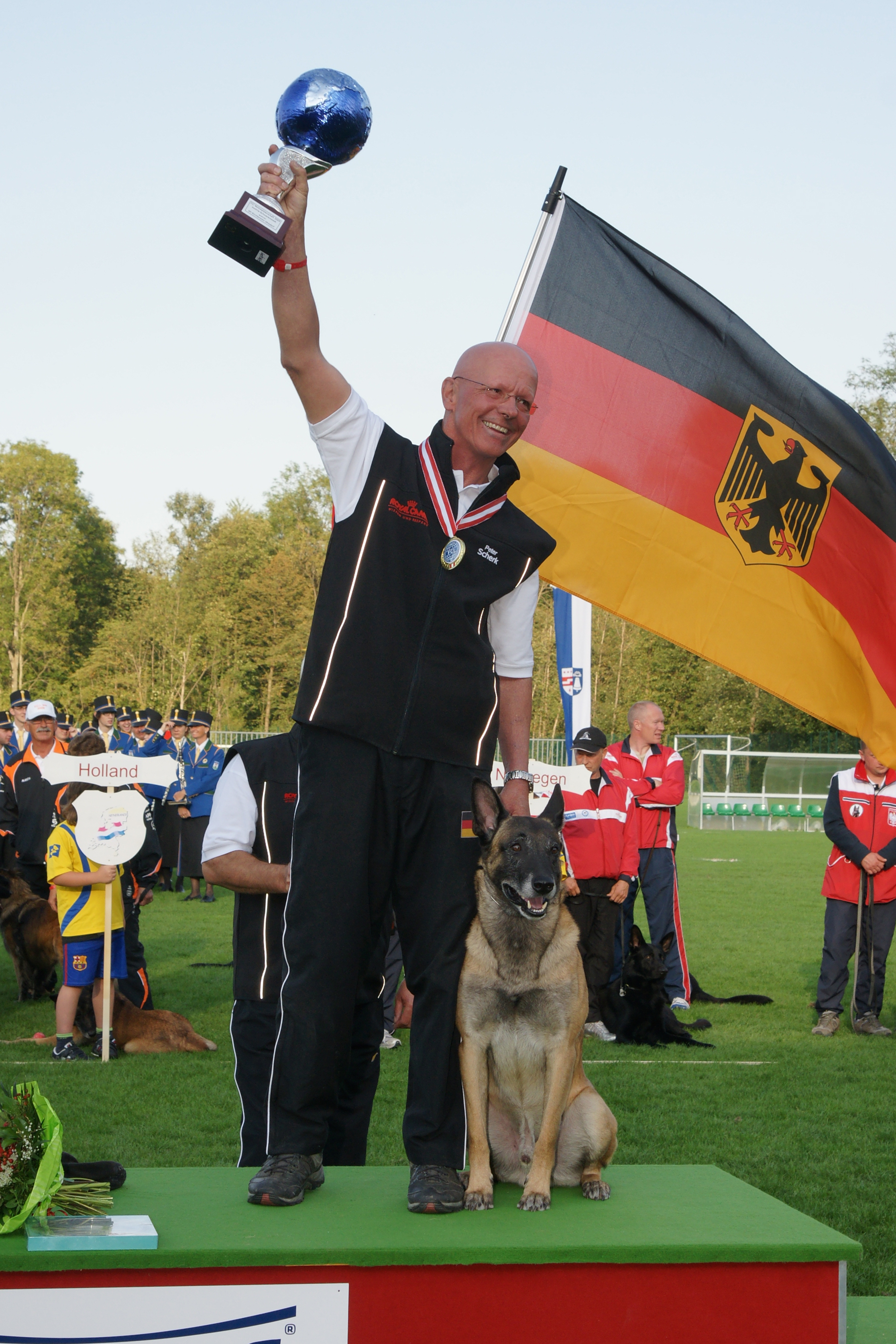
Peter Scherk mit Bendix vom Adlerauge – FCI WM 2009 Schwanenstadt

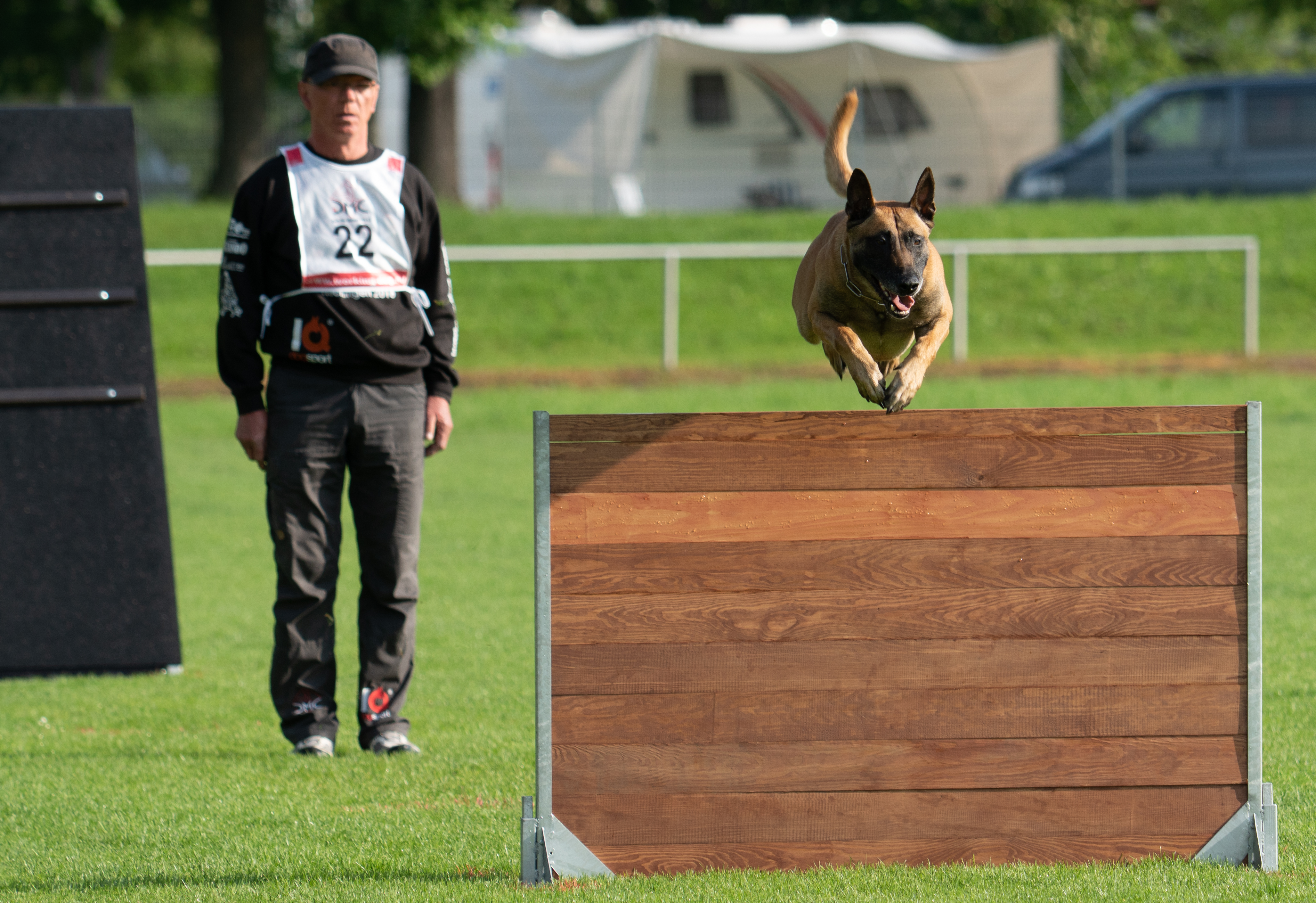
Peter Scherk mit Bowie vom Clan der Wölfe – DMC Championat 2016 Hechingen

Peter Scherk (* 13. Oktober 1963 in Augsburg) ist ein deutscher Hundetrainer und Hundesportler im HSV Heuwinkl e. V. sowie dreifacher Weltmeister im Gebrauchshundesport.

## Leben
Scherk wurde 1963 in Augsburg geboren. Er begann im Alter von 14 Jahren mit dem Hundesport. Bis 1993 war er im Boxer-Klub aktiv und wurde 1993 mit dem Boxer Exkalibur von Hofmannstal Dritter bei der Deutschen Meisterschaft des Boxer-Klubs.
Seit 1995 führt er belglische Schäferhunde. Mit Lola vom Roten Falken wurde er 2000 Dritter im DMC-Championat. Mit Lola nahm er an den ersten Weltmeisterschaften teil und wurde 2001 Vizemeister im Deutschen Hundesportverband. Im Jahre 2009 wurde Scherk mit dem Malinoisrüden Bendix vom Adlerauge sowohl in der FMBB als auch der FCI Weltmeister. 2010 verteidigte Scherk mit Bendix seinen FCI-Weltmeistertitel in Finnland und wurde Dritter bei der FMBB-WM. Seit 2000 ist Peter Scherk Vorsitzender der Landesgruppe Bayern im Deutschen Malinois-Club und war von 2008 bis 2016 Bundesausbildungswart dort. Er ist Körmeister im DMC.
Scherk lebt mit seiner Frau Connie, mit der er seit 1991 verheiratet ist, in Königsbrunn im Landkreis Augsburg. Beide lernten sich beim HSV Heuwinkl e. V. kennen, dessen Vorsitz Scherk bis heute innehat. Das Paar hat eine Tochter.

## Erfolge

### International
- 2017: FMBB WM IGP in Halle (Saale), Deutschland, 9. Platz mit Bowie vom Clan der Wölfe, Malinois
- 2010: FCI WM IPO in Hämeenlinna, Finnland, 1. Platz mit Bendix vom Adlerauge, Malinois
- 2010: FMBB WM IPO in Cottbus, Deutschland, 3. Platz mit Bendix vom Adlerauge, Malinois
- 2009: FCI WM IPO in Schwanenstadt, Österreich, 1. Platz mit Bendix vom Adlerauge, Malinois
- 2009: FMBB WM IPO in Roudnice, Tschechien, 1. Platz mit Bendix vom Adlerauge, Malinois
- 2008: FCI WM IPO in Wavre, Belgien, 6. Platz mit Bendix vom Adlerauge, Malinois
- 2008: FMBB WM IPO in Kocevje, Slowenien, 5. Platz mit Bendix vom Adlerauge, Malinois
- 2001: FMBB WM IPO in Martigny, Schweiz, 4. Platz mit Lola vom Roten Falken, Malinois
- 2000: FCI WM IPO in Baar ZG, Schweiz, 4. Platz mit Lola vom Roten Falken, Malinois

### National
- 2016: DMC Championat in Hechingen, 2. Platz mit Bowie vom Clan der Wölfe, Malinois
- 2009: VDH DM in Herne, 2. Platz mit Bendix vom Adlerauge, Malinois
- 2009: DMC Championat in Waldmünchen, 2. Platz mit Bendix vom Adlerauge, Malinois
- 2008: VDH DM in Haren (Ems), 1. Platz mit Bendix vom Adlerauge, Malinois
- 2008: DMC Championat in Tambach-Dietharz, 1. Platz mit Bendix vom Adlerauge, Malinois
- 2007: VDH DM in Waldmünchen, 2. Platz mit Bendix vom Adlerauge, Malinois
- 2007: DMC Championat in Neu-Ulm, 1. Platz mit Bendix vom Adlerauge, Malinois
- 2001: DHV DM in Marburg, 2. Platz mit Lola vom Roten Falken, Malinois
- 2000: VDH DM in Everswinkel, 3. Platz mit Lola vom Roten Falken, Malinois
- 1993: BK Deutsche Meisterschaft VPG in Hohenlimburg, 3. Platz mit Exkalibur von Hofmannstal, Boxer

## Wirken
Peter Scherk gilt als einer der besten Ausbilder im Gebrauchshundesport weltweit.
Zusammen mit seiner Frau führt er einen Onlinehandel für Trainingsmaterial und Futtermittel. Beide geben weltweit Seminare und haben zusammen mit Florian Knabl, dem Vorsitzenden des DMC drei Fachbücher über die Ausbildung im Gebrauchshundesport veröffentlicht.
Scherk ist einer der Botschafter des K9-and-Sports e. V., einem Verein zur verbandsübergreifenden Förderung des Gebrauchshundesports.

## Werke
- Peter Scherk & Florian Knabl: Gemeinsam Erfolgreich. Der Weg zur meisterhaften Unterordnung. Hrsg.: Knabl/Scherk GbR. 1.  Auflage. Selbstverlag, 2015, ISBN 978-3-00-051572-9, S. 491.
- Peter Scherk & Florian Knabl: Gemeinsam Erfolgreich. Der Weg zum meisterhaften Schutzdienst. Hrsg.: Knabl/Scherk GbR. 1.  Auflage. Selbstverlag, 2021, ISBN 978-3-00-070649-3, S. 427.
- Peter Scherk & Florian Knabl: Gemeinsam erfolgreich zur Begleithundprüfung. Hrsg.: Knabl/Scherk GbR. 1.  Auflage. Selbstverlag, ISBN 978-3-00-058278-3, S. 284.